# Antonio María Cascajares y Azara
Antonio María Cascajares y Azara (Calanda, 2 de março de 1834 - Calahorra, 27 de julho de 1901) foi um cardeal da Igreja Católica espanhol, arcebispo de Zaragoza.

## Biografia
De uma família nobre, era o décimo segundo filho de Agustín de Cascajares y Bardaxí (1794-1860), barão de Bárcabo e Catalina de Azara y Mata (1794-1869). Seus irmãos Manuel (1814-1872) e Felipe (1820-1903) foram expoentes de Teruel. Era sobrinho-neto, por parte de pai, do cardeal Dionisio Bardaxí y Azara. Ingressou no Exército pela Escola de Artilharia de Segóvia em 1846. Em 1856, foi promovido a tenente do Quinto Regimento de Cavalaria e, em 1857, aposentou-se com o posto de capitão para prosseguir seus estudos eclesiásticos.
Estudou no Seminário de Zaragoza, onde obteve uma licenciatura em teologia e outra em direito canônico. Foi ordenado padre em 23 de fevereiro de 1861, em Saragoça, por Manuel García Gil, O.P., arcebispo de Zaragoza. Ele obteve benefícios nas igrejas de El Pilar em Calanda e em La Granja. Também foi cônego do capítulo da Catedral de Girona, tesoureiro do capítulo da Catedral de Saragoça, arquidiácono da Arquidiocese de Toledo e decano da Arquidiocese de Burgos. Foi nomeado para o episcopado pelo rei Alfonso XII da Espanha em 25 de janeiro de 1882.
Foi confirmado como Prior nullius de Ciudad Real em 27 de março de 1882, foi consagrado bispo-titular de Dora em 4 de junho, na Capela Real de Madrid, por Angelo Bianchi, núncio apostólico na Espanha, assistido por Victoriano Guisasola y Rodríguez, bispo de Orihuela, e por Ciriaco María Sancha y Hervás, bispo de Ávila. Tal prelazia unia in perpetuum o priorado das quatro ordens militares de Santiago, Alcântara, Calatrava e Montesa, na cidade de Ciudad Real. O ocupante tinha a autoridade de grão-mestre das ordens e, submetido à Sé Apostólica, exercia jurisdição espiritual no território civil daquela província.
A Santa Sé e o então novo núncio apostólico na Espanha, Mariano Rampolla del Tindaro, mostraram-se muito reticentes quanto à sua promoção, visto que não tinha preparação teológica suficiente para assumir o episcopado. Assim, acabou sendo transferido para a Diocese de Calahorra y La Calzada, com residência em Logroño, em 27 de março de 1884. Desta vez, o núncio Rampolla teve que abandonar suas objeções por insistência do rei. Foi apresentado em 14 de dezembro de 1891 pela rainha regente Maria Cristina para a sé de Valladolid e foi promovido pelo papa à Sé Metropolitana de Valladolid em 17 de dezembro, recebendo o pálio nesse mesmo dia. Nessa época, foi eleito senador.
Foi criado cardeal pelo Papa Leão XIII, no Consistório de 29 de novembro de 1895, recebendo o barrete vermelho e o título de cardeal-presbítero de Santo Eusébio em 25 de junho de 1896. Em 1897, a Rainha Maria Cristina queria sua transferência para a Sé Metropolitana e Primacial de Toledo, mas Cascajares não queria deixar sua sé de Valladolid. Optou pelo título de Santo Agostinho em 24 de março de 1898. Transferido para a Arquidiocese de Saragoça em 18 de abril de 1901, recebeu o pálio no mesmo dia, mas morreu sem ter tomado posse da Sé de Saragoça, em 27 de julho de 1901, em Calahorra.
Foi sepultado no Templo de Pilar de Calanda, contudo, seu túmulo foi profanado durante a Guerra Civil Espanhola (1936-1939), enquanto o local sagrado foi usado como cinema pelas milícias republicanas. Desaparecido o seu corpo, resta hoje apenas a placa de pedra que indicava, no chão da referida capela, a sua exata localização anterior.